# Herbert Pilch
Herbert Leo Pilch (* 13. Februar 1927 in Wehlau, Ostpreußen; † 19. April 2018) war ein deutscher Sprachwissenschaftler, Anglist und Keltologe. Er war von 1986 bis 1988 Landesvorsitzender der baden-württembergischen ÖDP.

## Werdegang
Herbert Pilch studierte Anglistik und Slawistik und wurde 1951 an der Universität Kiel promoviert. Anschließend war er dort wissenschaftlicher Assistent. 1953–1954 war er Research fellow der Yale University, 1957 habilitierte er sich in Kiel. Anschließend war er außerordentlicher Professor an den Universitäten Köln (1959/60) und Frankfurt (1960/61).
Von 1961 bis zu seiner Emeritierung 1995 lehrte er als Professor für Englische Philologie an der Universität Freiburg und nahm in dieser Zeit zahlreiche Gastprofessuren wahr, so 1969 als Visiting professor an der Monash University. 1984 erhielt er von der Universität St. Andrews einen Ehrendoktor, 1994 von der Universität Iași. 2008 erhielt er das Bundesverdienstkreuz.

## Politische Tätigkeit
Als Landesvorsitzender der baden-württembergischen ÖDP 1986 bis 1988 trat er zur Landtagswahl vom April 1988 landesweit bei Wahlveranstaltungen auf und erzielte in seinem Wahlkreis 4 % der Wählerstimmen. In Papieren insbesondere für Bundeshauptausschusssitzungen wurde dies von Herbert Gruhl gewürdigt, der eine Ehrenerklärung für ihn abgab, nachdem gegen Pilch ein Schiedsgerichtsverfahren eröffnet und Machtkämpfe um seinen Posten entbrannt waren. Das Landesschiedsgericht wies die Klage zurück, doch die Vorwürfe wurden von seinen Kontrahenten wiederholt in einem kursierenden Papier vorgetragen. Auf dem folgenden Landesparteitag in Plochingen 1988 konnte sich Pilch noch als stellvertretender Landesvorsitzender behaupten. 1989 war er Spitzenkandidat der ÖDP bei der Europawahl. Er galt als Vertreter des konservativen Parteiflügels.
Er war seit 1993 Bundesvorsitzender der im April 1991 gegründeten Unabhängigen Ökologen Deutschlands, diese lösten sich 2001 auf.

## Schriften (Auswahl)
- Der Untergang des Präverbs ge- im Englischen. Kiel 1951, (Kiel, Universität, Dissertation, vom 9. Januar 1952, maschinenschriftlich).
- Layamons „Brut“. Eine literarische Studie (= Anglistische Forschungen. 91, ISSN 0179-1389). Winter, Heidelberg 1960, (Zugleich: Kiel, Universität, Habilitationsschrift, 1957).
- Phonemtheorie (= Bibliotheca phonetica. 1, ISSN 0067-8120). Teil 1. Karger, Basel u. a. 1964.
- Altenglische Grammatik. Dialektologie, Phonologie, Morphologie, Syntax (= Commentationes Societatis Linguisticae Europaeae. 1, 1, ZDB-ID 528614-1). Hueber, München 1970.
  - Begleitband: Altenglischer Lehrgang (= Commentationes Societatis Linguisticae Europaeae. 1, 2). Hueber, München 1970.
- Empirical Linguistics (= Uni-Taschenbücher. 432). Francke, München 1976, ISBN 3-7720-1090-3.
- Manual of English Phonetics. Fink, München 1994, ISBN 3-7705-2648-1.
- Die keltischen Sprachen und Literaturen. Winter, Heidelberg 2007, ISBN 978-3-8253-5330-8.